# Lahr (Hunsrück)
Lahr ist eine Ortsgemeinde im Rhein-Hunsrück-Kreis in Rheinland-Pfalz. Sie gehört seit dem 1. Juli 2014 der Verbandsgemeinde Kastellaun an.

## Geographie
Lahr liegt auf einem Hochplateau im nördlichen Hunsrück zwischen dem östlich gelegenen Lützbachtal und dem westlich gelegenen Dünnbachtal. Zu Lahr gehört auch der Wohnplatz Lahrer Mühle.
Nachbargemeinden sind
- Zilshausen – 2 km Entfernung
- Lieg – 3 km Entfernung
- Mörsdorf – 4 km Entfernung

## Geschichte
Wahrscheinlich aus pfalzgräflichem Besitz stammt ein Hof der Grafen von Sponheim, den sie zusammen mit anderen Gütern 1413 an Johann von Schonenburg und nach dessen Tod ab 1427 an den mit ihm verschwägerten Cuno von Pyrmont verlehnten. Als Pächter sind ein Sohn von Konrad von Petershausen (1413) und Hanns von Lare (1472) bekannt (Konrad von Petershausen war ein Schöffe des Beltheimer Gerichtes vom Petershäuserhof). Nach dem Aussterben der Pyrmonter im Mannesstamm fiel das Gut an Pfalzgraf Christoph Markgraf zu Baden und Graf zu Sponheim zurück, der es zur Hälfte behielt und mit der anderen Hälfte seinen Kanzler Dr. Hieronymus Veust belehnte.
Lahr gehörte zum dreiherrischen Hochgericht Beltheim, das sich Kurtrier, Pfalz-Zweibrücken (Erben der Grafschaft Sponheim) und die Herrschaft Metternich-Winneburg-Beilstein (Erben der Herren von Braunshorn) teilten. Zeitweise war Lahr Sitz des Beilsteiner Vogtes (Vogtei Lahr). Da er auch für außerhalb des Dreiherrischen ansässige Winneburg-Beilsteiner Untertanen zuständig war, kam es gelegentlich zu juristischen Verwicklungen.
1773 gehörte Lahr zum Amt Baldeneck. Durch den Teilungsvertrag von 1780 fiel Lahr zusammen mit Beltheim und anderen Orten an Kurtrier. 1790 werden die Grafen von Hildesheim als Grundbesitzer aufgeführt.
Eine Kapelle wurde im Jahre 1784 von der Zivilgemeinde zu Ehren der heiligen Oranna erbaut. Die Kirchengemeinde gehörte zum Kirchspiel Lütz im Landkapitel Kaimt-Zell und im Archidiakonat Karden.
Ab 1794 stand Lahr unter französischer Herrschaft, 1815 wurde der Ort auf dem Wiener Kongress dem Königreich Preußen zugeordnet. Seit 1946 ist er Teil des damals neu gebildeten Landes Rheinland-Pfalz.
Bis zum 30. Juni 2014 gehörte die Gemeinde zur Verbandsgemeinde Treis-Karden im Landkreis Cochem-Zell, dann wechselte sie in die Verbandsgemeinde Kastellaun im Rhein-Hunsrück-Kreis.

## Politik

### Bürgermeister
Ortsbürgermeister ist Jürgen Olbermann. Bei der Kommunalwahl am 26. Mai 2019 war kein Kandidat angetreten, und auch der Gemeinderat hatte zunächst keinen Bewerber gefunden. Bei der zweiten Sitzung des Gremiums am 20. August 2019 wurde Jürgen Olbermann vorgeschlagen und gewählt.
Er wurde im Juni 2024 wiedergewählt.

### Wappen
| Wappen von Lahr | Blasonierung: „Unter silbernem Schildhaupt, darin ein durchgehendes rotes Kreuz, in Rot unten rechts ein silberner Pflug, oben links ein goldener Kreuzstab schrägrechts, belegt mit goldenem Ohr“ |
| Wappen von Lahr | Wappenbegründung: Das kurtrierische Kreuz steht für die jahrhundertelange Zugehörigkeit zum Kurfürstentum Trier. Der Pflug weist auf die Entstehung des Ortes durch die Landwirtschaft im frühen Mittelalter hin. Kreuzstab und Ohr sind die Attribute der Kirchenpatronin, der hl. Oranna, die als Helferin bei Ohrenschmerzen angerufen wird. Nach der Überlieferung wird sie seit dem Bau der Kapelle 1784 im Ort verehrt. |

## Kultur und Sehenswürdigkeiten

### Bauwerke

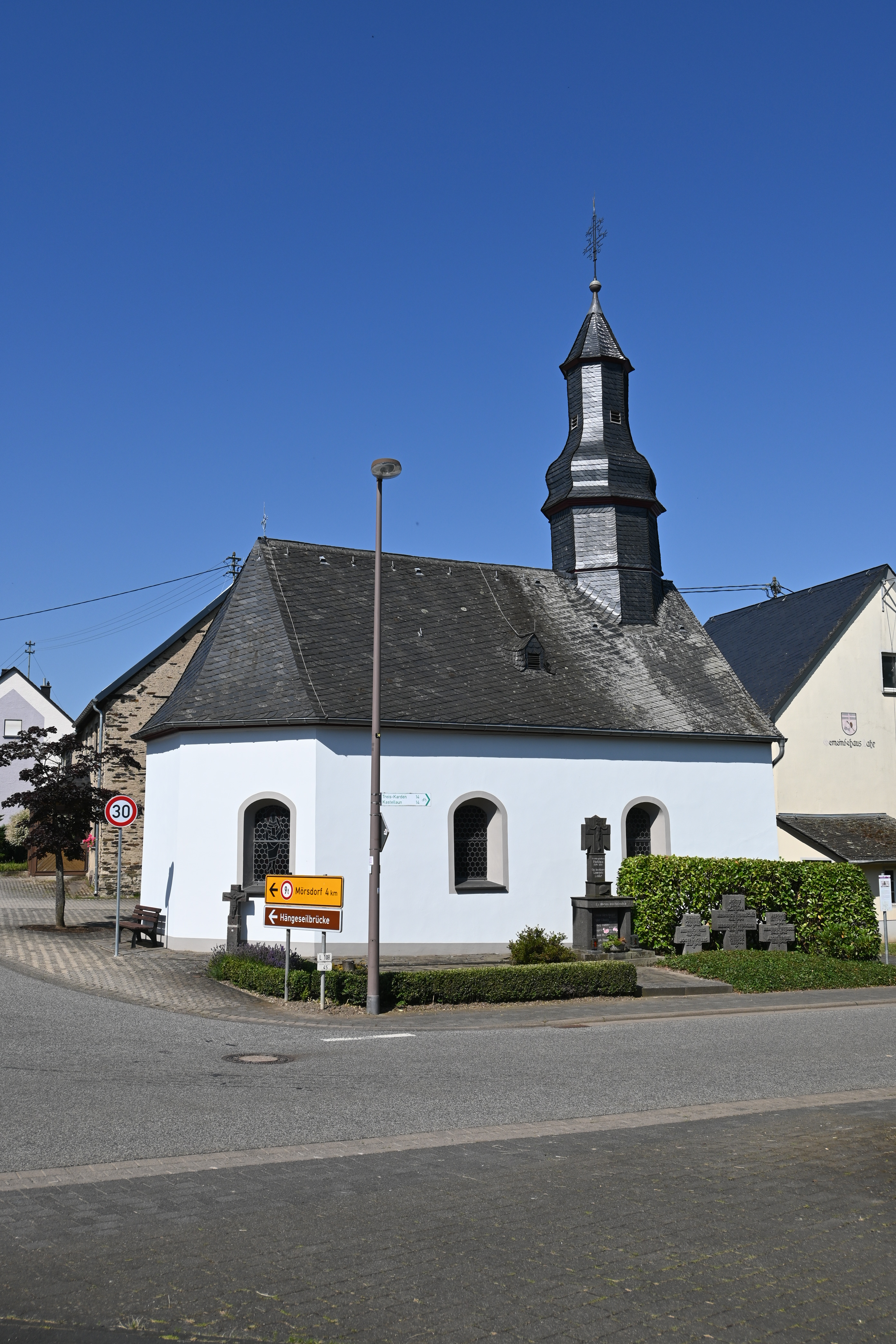
Oranna-Kapelle und Gemeindehaus in der Ortsmitte

- Oranna-Kapelle: Die Oranna-Kapelle im Dorfmittelpunkt wurde im Jahre 1784 zu Ehren der Hl. Oranna, vermutlich an Stelle einer älteren Kapelle, erbaut.[6] Besonders sehenswert sind der wahrscheinlich aus Alt-Engelport stammende Holzaltar aus dem Mittelalter,[7] sowie die vielen Holz- und Sandsteinfiguren.
- Ausstellungsraum: Hier werden alte Werkzeuge und Gerätschaften gezeigt.
- Bleichbrunnen: In früheren Zeiten wurde an diesem Ort von den Hausfrauen die Wäsche gewaschen. Die verschiedenen Wäschestücke wurden dann auf der nahe gelegenen Wiese zum Bleichen ausgebreitet.

Siehe auch: Liste der Kulturdenkmäler in Lahr

### Tourismus
Die nächstgelegene Schiffsanlegestelle für Lahr ist in Treis-Karden, OT Treis. Schifffahrtslinien Treis – Cochem – Beilstein – Bullay – Zell und Treis – Koblenz.
Der Hunsrück-Mosel-Radweg verläuft am Ortsrand vorbei durch den Luhnhofwald. Er ist 30 Kilometer lang und verbindet die Stadt Kastellaun im Hunsrück mit Treis-Karden an der Mosel.
Es gibt gut beschilderte Wanderwege in der Lahrer Umgebung.

## Bildung
Die Kinder besuchen die Grundschule in Lieg. Weiterführende Schulen befinden sich in Treis-Karden, Kastellaun, Münstermaifeld und Cochem.

## In Lahr geboren
- Joseph Hesser (1867–1920), katholischer Chinamissionar und Autor